# 1954 en rugby à XV
Cette page présente les faits marquants de l'année 1954 en rugby à XV : les principales compétitions et évènements liés au rugby à XV et rugby à sept ainsi que les naissances et décès de grandes personnalités de ce sport.

## Événements

### Mars
- L'Angleterre, la France et le pays de Galles ont terminé premiers du Tournoi en remportant trois victoires et en concédant une défaite. Il s'agit de la première victoire de la France[1].
  - Article détaillé : Tournoi des Cinq Nations 1954

### Récapitulatifs des principaux vainqueurs de compétitions 1953-1954
- Le FC Grenoble est champion de France, après une finale remportée face à l'US Cognac[2],[3].
- Le Middlesex est champion d'Angleterre des comtés.
- La Western Province est championne d'Afrique du Sud des provinces (Currie Cup).

## Naissances
- 25 avril : Daniel Dubroca, talonneur international français à 33 reprises entre 1979 et 1988, naît à Aiguillon.